# انتخابات مجلس عراق (۲۰۱۴)
انتخابات مجلس عراق که در ۱۰ اردیبهشت ۱۳۹۳ (۳۰ آوریل ۲۰۱۴ میلادی) برگزار شد.
انتخابات در خارج عراق در ۷ و ۸ اردیبهشت برگزار شد. نیروهای امنیتی و کارمندان وزارت بهداشت و زندانیان و بیماران بستری در بیمارستان‌ها نیز روز ۸ اردیبهشت رای خود را به صندوق ریختند.
در این انتخابات مردم عراق ۳۲۸ نماینده را به مجلس فرستادند تا نخست‌وزیر و رئیس‌جمهور را برگزینند.
قانون انتخابات این کشور پس از جدل بسیار و با دخالت مرجع دینی تصویب شد.

## جریان‌ها
در این انتخابات مانند انتخابات‌های پیش، سه طیف شیعیان و اهل‌سنت و کُردها با ائتلاف‌های گوناگون با هم رقابت کردند.
ائتلاف دولت قانون به رهبری نوری مالکی نخست‌وزیر، ائتلاف شهروند به رهبری سید عمار حکیم رئیس مجلس اعلای اسلامی، جریان‌های صدری شامل ائتلاف آزادگان (به عربی: كتلة الأحرار) و گردهم‌آیی مشارکت ملی (به عربی: تجمع شراكة الوطنية) و جریان نخبگان (به عربی: تيار النخب) سه جریان اصلی و با نفوذ شیعه به‌شمار می‌روند.
سه جریان جداشده از العراقیه نیز جریان‌های اصلی اهل‌سنت را تشکیل می‌دادند: متحدان به رهبری اسامه نجیفی، عراقی عربی به رهبری صالح مطلک، ائتلاف ملی و هماهنگ عراق به رهبری ایاد علاوی.
از میان طیف کُرد نیز پنج جریان اصلی حضور داشتند: حزب دموکرات کردستان عراق به رهبری مسعود بارزانی رئیس منطقهٔ کردستان عراق، اتحادیه میهنی به رهبری جلال طالبانی، حزب گوران به رهبری نوشیروان مصطفی، اتحاد اسلامی به رهبری محمد فرج، جماعت اسلامی به رهبری علی باپیر.

### ائتلاف‌های شیعی
- ائتلاف دولت قانون به ریاست نوری المالکی، شامل حزب دعوت اسلامی، سازمان بدر (سپاه بدر)، کمیتهٔ مستقلون، جریان (به عربی: الرسالي العراقي الجديد)، حزب وحدت، کنگرهٔ کردهای فیلی، جنبش اسلامی رسالت، حزب ملت یکپارچهٔ عراق (به عربی: الشعب العراقي الموحد)، حزب اتحاد اسلامی ترکمن عراق، جبههٔ ترکمن آزاد، جبههٔ دموکراتیک «شبک»
- ائتلاف شهروند به ریاست سید عمار حکیم شامل مجلس اعلای اسلامی عراق، شهروند (به عربی: المواطن)، همایش ملی عراق (به عربی: المؤتمر الوطني العراقي)، جمعیت امل (به عربی: تجمع الأمل)، حزب پیشتار اسلامی (به عربی: الطليعة الإسلامي)، جنبش جهاد و سازندگی (به عربی: الجهاد والبناء)، جمعیت عدالت و وحدت، جمعیت مهارت‌های مستقل عراق (به عربی: كفاءات العراق المستقل)، جنبش دعوت اسلامی، حزب ملی غدیر ملی یا ملی غدیر (به عربی: الغدير الوطني)، شورای یکپارچهٔ مردم‌سالار عراق (به عربی: المجلس العراقي الديمقراطي الموحد)، شورای سیاسی کار عراق (به عربی: المجلس السياسي للعمل العراقي)، کمیتهٔ آهنگ تغییر (به عربی: القرار للتغيير)، فهرست مستقل عراقی «آینده» (به عربی: المستقبل العراقية)، جنبش ترکمن وفا (به عربی: الوفاء)، جنبش ارادهٔ عراق، جمعیت شهروند خوب (به عربی: المواطنة الصالحة)، «حافظ عبدالحلیم حمید یاسری»، جنبش عدالت و توسعه (به عربی: العداله والتنمية)، بصرهٔ ما (به عربی: بصرتنا)
- ائتلاف آزادگان (به عربی: الاحرار) (جریان صدر) به ریاست ضیاء نجم عبدالله احمد شامل: جناح آزادگان، انتفاضهٔ مبارک شعبان، جنبش ملی اصلاحات
- ائتلاف ملی اصلاحات (به عربی: الاصلاح الوطني) به ریاست ابراهیم جعفری نخست‌وزیر پیشین عراق؛ شامل جریان ملی اصلاحات (به عربی: الاصلاح الوطني)، صداقت و حساسیت (به عربی: الصدق والعطاء)، جمعیت ملی درفش یا درفش ملی (به عربی: البيرق الوطني)، حزب عراقی محافظه‌کاران امین (به عربی: المحافطين الامناء العراقي)، جریان عدالت و پیشرفت(به عربی: العدالة والنهوض)، اصلاحیون، حزب‌الله عراق
- ائتلاف ملی نینوا (به عربی: نينوی الوطني) به ریاست محمد تقی مولوی شامل مجلس اعلای اسلامی عراق، جریان آزادگان (به عربی: الأحرار)، سازمان بدر، حزب اسلامی فضیلت (به عربی: الفضيلة الاسلامي)، جریان ملی اصلاحات، جنبش ارادهٔ عراق، شهروند، همایش ملی عراق، شورای یکپارچهٔ مردم‌سالار عراق، جنبش ترکمن وفا
- ائتلاف عراق به ریاست عبدالسلام ابراهیم حمود شامل: جناح عراق تغییر و سازندگی (به عربی: عراق التطور والبناء)، جناح عراق تغییر (به عربی: عراق التغيير)، جناح جنبش عراق تمدن (به عربی: نهضة عراق الحضارة)، جناح سرزمین سواد (به عربی: ارض السواد)، جمعیت سازندگی و آبادانی (به عربی: البناء والأعمار) (خیمه)، شورای اعلای سیاسی برجستگان عراق (به عربی: المجلس السياسي الاعلى لأعيان العراق)، جبههٔ وحدت به ریاست فاضل عبدالجنابی، جناح وفادران و امینان عراق (به عربی: الاوفیاء والمخصلون للعراق)، جناح امینان (به عربی: المخلصون)، جمعیت میهن‌پرستان (به عربی: وطنیون)، جناح عراقیات برای تغییر (به عربی: عراقيات للتغيير)، جریان حقوق مردم (به عربی: حقوق الشعب)، جناح آزاد عراق (به عربی: العراقیة الحرة)، جناح میهن یکپارچه (به عربی: الوطن الواحد)، جنبش حرکت و اصلاحات عراقی (به عربی: المسيرة والاصلاح العراقية)، جریان عراق تغییر ملی (به عربی: عراق التغيير الوطني)، نخست میهنم (به عربی: وطني اولاً) به ریاست یحیی حمادی، جناح ملی خورشید (به عربی: شمس الوطني)، «باسل غراوی»، عراق صلح و دوستی (به عربی: عراق المحبة و السلام)، حزب عراقی کار (به عربی: العمل العراقی)، جمعیت عدل و سازندگی (به عربی: العدل و البناء)، جریان امید رافدین (به عربی: امل الرافدین)، جناح جوانان آزاد ما (به عربی: شبابنا الحر)، جناح همکاری و نهضت (به عربی: التعاون والنهضة)، جریان فردای جدید (به عربی: الغد الجدید)، جمعیت ما عراقیم (به عربی: نحن العراق)، عهد
- ائتلاف فضیلت و نخبگان مستقل (به عربی: الفضيلة والنخب المستقلة) شامل: حزب فضیلت اسلامی، تکمیل و توسعه (به عربی: الوفاء والتنمية)
- ائتلاف ملی دیاله (به عربی: ديالي الوطني) به ریاست هادی عامری شامل حزب دعوت اسلامی، سازمان بدر، جناح مستقلون، جناح «الصادقون»، حزب فضیلت، اتحاد اسلامی ترکمن عراق

### ائتلاف دولت قانون
ائتلاف دولت قانون در انتخابات مجلس سال ۲۰۰۵ جزو ائتلاف ملی عراق گروه اصلی شیعیان با ۶۵ درصد جمعیت بود که از آنان جدا شد و در انتخابات ۲۰۱۰ در میان فهرست‌های شیعیان به پیروزی رسید و به همراه ائتلاف ملی عراق دولت ائتلافی تشکیل داد.
گرایش سیاسی این جریان اصلاح طلبی و ملی‌گرایی است.
نوری المالکی گزینهٔ اصلی این ائتلاف برای نخست‌وزیری به‌شمار می‌رفت.

### ائتلاف شهروند
این جریان در انتخابات سال ۱۳۸۸ به همراه جریان صدر زیرمجموعهٔ ائتلاف ملی بودند و پس از ائتلاف دولت قانون در رتبهٔ سوم قرار گرفتند.
احمد چلپی، عادل عبدالمهدی، باقر جبر صولاغ گزینه‌های مطرح برای نخست‌وزیری این ائتلاف به‌شمار می‌روند.

### ائتلاف آزادگان
ائتلاف آزادگان که نام آن به عربی الاحرار است. هستهٔ مرکزی این ائتلاف همان جریان صدر است.
جریان صدر گروهی اسلامگرا و ملی‌گرا است، که در انتخابات سال ۱۳۸۸ جزو ائتلاف ملی عراق بود و بعدتر از آن جدا شد.
علی داوی استاندار میسان نامزد نخست‌وزیری این جریان معرفی شده‌بود.
چند ماه پیش از انتخابات مقتدا صدر که رهبر معنوی این جریان بود اعلام کرد که از سیاست کناره‌گیری می‌کند. البته گروه‌هایی از این ائتلاف همچنان به فعالیت سیاسی خود ادامه می‌دهند.

### ائتلاف‌های سنی
پنج ائتلاف سنی با ۱۰ درصد جمعیت در این انتخابات شرکت کردند.
- ائتلاف متحدون (به عربی: متحدون للاصلاح) به ریاست اسامه نجیفی؛ شامل یکپارچگان برای عراق (به عربی: للعراق متحدون)، جمعیت ملی آینده یا آیندهٔ ملی (به عربی: المستقبل الوطني)، جنبش ملی اصلاح اصلاحات و توسعه (به عربی: الوطنية للاصلاح والتنمية)، جمعیت مدنی اصلاحات (به عربی: التجمع المدنی للإصلاح)، جنبش حامیان عراق (به عربی: حماة العراق) (حق)، جمعیت ملی قبیله‌ای آینده (به عربی: الوطني العشائري المستقبل)، جبهه عراقی ترکمن (به عربی: الجبهة الترکمانية العراقية)، جمعیت سرزمین نیاکان (به عربی: ارض الاجداد)، کنگرهٔ بیداری عراق (به عربی: صحوة العراق)، جمعیت صلاح‌الدین برای توسعه (به عربی: صلاح الدین للتنمية)، اتحادیه مستقل «اهالی شراقط»، جمعیت ملی طوایف ام‌الربیعین، جمعیت کمربند بغداد (به عربی: حزام بغداد)
- ائتلاف ملی به ریاست ایاد علاوی شامل «الوطنیه»، جمعیت وحدت و تغییر، جنبش گفتگو و تغییر (به عربی: الحوار والتغییر)، شورای عراقی عوام و ملی (به عربی: العموم و الوطني العراقي)، هلال، فهرست عزم ملی (به عربی: القرار الوطني)، جبهه رهایی و سازندگی (به عربی: التحرر والبناء)، جنبش شاهین‌های عراقی (به عربی: الصقور العراقیه)، جمعیت ندای آزادی (به عربی: نداء الحریه)، جنبش صلح و توسعه (به عربی: السلم والتنمية)، جنبش عراقی عدل و اصلاحات، حزب یزیدی پیشرفت (به عربی: التقدم الايزيدي)، جمعیت وفاداری میهن (به عربی: تجمع الولاء للوطن)، جمعیت جمهوری عراقی (به عربی: الجمهوری العراقی)، ساختن عراق (به عربی: بناء العراق)
- ائتلاف عربیه به ریاست صالح مطلک شامل: جبههٔ عراقی گفتگوی ملی (به عربی: الجبهة العراقية للحوار الوطني)، جنبش ملی نهرین (به عربی: النهرين الوطنية)، حزب عراقی رستاخیز (به عربی: النشور العراقي)، ائتلاف توده‌های ملی (به عربی: الجماهير الوطنية)، جناح توده‌های سامی (به عربی: الجماهير السامية)، جمعیت پیمان ملی در صلاح‌الدین (به عربی: العهد الوطني في صلاح الدين)، جمعیت توامندان صلاح و سازندگی (به عربی: مقتدرون للسلم والبناء)، جناح ثبات (به عربی: الاستقرار)، عراق تمدن (به عربی: عراق الحضاره) (النور)
- ائتلاف هویت ما دیاله (به عربی: ديالي هويتنا) به ریاست عامر حبیب خیزران شامل: جمعیت ملی آینده یا آیندهٔ ملی، کنگرهٔ بیداری عراق، جمعیت مستقل ملی طوایفی (به عربی: الوطني العشائري)، جبههٔ عرب تغییر (به عربی: جبهة التغيير العربية)، ائتلاف توده‌های ملی(به عربی: الجماهير الوطنية)، جناح توده‌های سامی، جمعیت مدنی اصلاحات (به عربی: المدني للإصلاح) (عمل)، یکپارچگان برای عراق، حبههٔ عراقی گفتگوی ملی (به عربی: الجبهة العراقية للحوار الوطني)، مستقل عراقی «امل» (به عربی: امل العراقية المستقلة)، جبههٔ ترکمن عراق، جنبش ملی اصلاحات و توسعه (به عربی: الوطنية للإصلاح والتنمية) (الحل)، جنبش حامیان عراق (حق)
- ائتلاف «عرب کرکوک» به ریاست عبدالرحمن منشد عاصی شامل: شورای سیاسی متحد عرب (به عربی: المجلس السياسي العربي الموحد)، جنبش حامیان عراق، جبههٔ عرب تغییر (به عربی: التغيير العربية)، کرامت، رهبری مدنی (به عربی: القيادة المدنية) (تقدم)، «عبود مفرجی»، جمعیت مدنی اصلاحات، جنبش ملی اصلاحات و توسعه، یکپارچگان برای عراق، جمعیت ملی آینده یا آیندهٔ مالی (به عربی: تجمع المستقبل الوطني)

#### متحدون
متحدون به رهبری اسامه نجیفی یکی از جریان‌های پر طرفدار اهل‌سنت در عراق است. این جریان از مخالفان نوری المالکی به‌شمار می‌رود و رقیبی برای ائتلاف دولت قانون است.
احتمال ائتلاف این گروه با جریان صدر و مجلس اعلای اسلامی نیز هست.
این جریان اسلامگرا و ملی‌گرا است و محافظه‌کار نیز به‌شمار می‌رود.

#### ائتلاف ملی (الوطنیه)
الوطنیه یا همان ائتلاف گردهمایی ملی که رهبری آن بر عهدهٔ ایاد علاوی است.
زمزمه‌هایی از ائتلاف جریان الوطنیه با جریان صدر و ائتلاف کردستان نینوا بوده‌است.

#### عراقی عربی
ائتلاف عراقیهٔ عربی به رهبری صالح مطلک.
مطلک از منتقدان نوری المالکی می‌باشد و نامزد نخست‌وزیری این ائتلاف می‌باشد.

### کُردها
کردها با ۱۵ درصد جمعیت در انتخابات عراق پنج گروه اصلی دارند. در گذشته این گروه‌ها با ائتلاف در لیست کردستان فهرست می‌دادند. برای اولین بار در عراق هر یک از گروه‌های کرد به صورت جداگانه شرکت کردند و لیست دادند.

#### ائتلاف کردستان نینوا
حزب دموکرات کردستان به رهبری مسعود بارزانی مهم‌ترین گروه در این ائتلاف است. وی نامزد نخست‌وزیری در این انتخابات به‌شمار می‌رود.

#### اتحادیهٔ میهنی کردستان
ایکی از جریان‌های بانفوذ در کردستان اتحادیهٔ میهنی کردستان به رهبری جلال طالبانی رئیس‌جمهور عراق است. پس از عارضهٔ قلبی اختیارات وی در اختیار جانشینانش قرار دارد.

#### گوران
جریان گوران را نوشیروان مصطفی رهبری می‌کند. این حزب از اتحادیهٔ میهنی جدا شده‌است. این جریان از سال ۲۰۱۰ میلادی از مستقل در انتخابات شرکت کرده‌است.

#### اتحاد اسلامی و جماعت اسلامی
دو جریان «اتحاد اسلامی» و جریان «جماعت اسلامی» نیز در انتخابات مشارکت داشتند. رهبری اتحاد اسلامی را محمد فرج و رهبری جماعت اسلامی را علی باپیر برعهده داشتند.